# Melchior Lotter der Jüngere
Melchior Lotter der Jüngere (* um 1490 in Leipzig; † um 1542 ebenda) war ein deutscher Buchdrucker der Reformationszeit.

## Leben
Der jüngere Lotter wurde als Sohn von Melchior Lotter dem Älteren und dessen Frau Dorothea, einer Tochter des Konrad Kachelofen, in Leipzig geboren. Sein Vater war in der Anfangsphase der Reformation der wichtigste Drucker von Martin Luther. So nahm er ihn 1519 während der sogenannten Leipziger Disputation in seinem Haus auf. Luther drängte ihn noch im selben Jahr, mit seiner Druckerei zu ihm nach Wittenberg umzuziehen. Lotter siedelte jedoch nicht selbst dorthin über, sondern entschied sich, seinen Sohn Melchior eine Zweigstelle aufbauen zu lassen. 
In Wittenberg nahm Melchior Lotter der Jüngere Kontakt zu dem Maler Lucas Cranach dem Älteren auf und erhielt von ihm die Erlaubnis, mit seiner Druckerei bei ihm einzuziehen. In den nächsten Jahren veröffentlichte Lotter dort eine Vielzahl von Luther-Schriften, darunter das Flugblatt An den christlichen Adel deutscher Nation. 1522 bekam er von Luther den Auftrag, seine deutsche Übersetzung des Neuen Testaments herauszubringen. Dieses Projekt war so groß, dass es Lotters finanzielle Möglichkeiten überstieg. Deshalb gewann er Cranach und den Goldschmied Christian Döring als Partner. Die Arbeiten gingen in großer Geheimhaltung vonstatten, da man Raubdrucke befürchten musste. Luthers Übersetzung erschien schließlich am 22. September 1522, weshalb sie als das Septembertestament bekannt wurde. Die Publikation war ein großer, auch finanzieller Erfolg für Lotter. Danach begann Luther mit der Übersetzung des Alten Testaments, das in mehreren Teilen veröffentlicht werden sollte. Lotter hatte durch diese Aufträge soviel zu tun, dass er 1523 seinen jüngeren Bruder Michael aus Leipzig nachholte.
1524 ereignete sich jedoch ein Vorfall, der die glanzvolle Karriere dieses frühen Medienunternehmers zerstörte: Melchior Lotter geriet über einen jungen Angestellten, einen Buchbinder, so sehr in Wut, dass er ihm die Hände auf dem Rücken festband und ihn mit einem Metallstift durch die Nase stach. Ein Gericht verurteilte ihn daraufhin zu der hohen Geldstrafe von 25 Schock Groschen, etwa 71 Gulden. Lotter konnte diese Summe nicht allein aufbringen, sein Vater aus Leipzig musste ihm beispringen. Doch damit nicht genug: Lucas Cranach setzte ihn mit seiner Druckerei vor die Tür, und Luther gab ihm fortan keine Aufträge mehr. Lotter kehrte daraufhin noch im selben Jahr nach Leipzig zurück. Da dort jedoch der Luther-Gegner Herzog Georg der Bärtige das Sagen hatte, durften dort keine reformatorischen Schriften mehr gedruckt werden. Luther distanzierte sich später auch öffentlich von Lotter dem Jüngeren, indem er erklärte, dass dieser dank seiner Aufträge „ein groß Geld gewonnen“ habe, was „ein gottloser und unleidlicher Gewinn“ sei. Melchior Lotter erholte sich ebenso wenig wie sein Vater davon, dass Luther ihm seine Gunst entzogen hatte. Er starb 1542 im Alter von etwa 52 Jahren.